# Oblast Autônomo Karachay-Circassiano
Óblast Autônomo Karachay-Circassiano (Russo: Карачаево-Черкесская автономная область) é um óblast autônomo da União Soviética que foi criado em 12 de janeiro de 1922.